# 15239 Stenhammar
15239 Stenhammar (1989 CR2) là một tiểu hành tinh vành đai chính được phát hiện ngày 4 tháng 2 năm 1989 bởi E. W. Elst ở Đài thiên văn Nam Âu.